# Московченко Костянтин Іванович
Костянтин Іванович Московченко (нар. 19 жовтня 1914, Сачковичі — пом. 23 січня 2004, Херсон) — український живописець, графік; член Спілки художників України з 1964 року. Чоловік художниці Венери Такаєвої.

## Біографія
Народився 6 [19] жовтня 1914 року у селі Сачковичах Чернігівської губернії (тепер Климовський район Брянської області, РФ). 1934 року закінчив Миколаївський художній технікум (викладачі Борис Іванов, Данило Крайнєв). У 1934—1939 роках викладав в Конотопському педагогічному технікумі.
У 1945–1950 роках — художник Херсонських проектно-планових архітектурних майстерень. 1949 року був ініціатором і співзасновиником, а у 1950—1970 роках відповідальним секретарем Херсонського товариства художників.
З 1967 року брав участь у обласних, всеукраїнських, зарубіжних мистецьких виставках. Персональні виставки відбулися у Херсоні у 1984—1985, 1987, 1994, 1997, 1999 роках; посмертні у 2004, 2010, 2014 роках.
Жив в Херсоні в будинку на проспекті Ушакова, 51, квартира 2. Помер в Херсоні 23 січня 2004 року

## Творчість
Працював в галузі тематичної картини й портрета, писав пейзажі Херсонщини, натюрморти. Серед робіт:
- «Дружба» (1954);
- «Гребля будується» (1955);
- «Повстання у дисциплінарному батальйоні» (1956);
- «Лист» (1956);
- «Туман» (пастель, 1957);
- «Дівчина біля вікна» (1958);
- «Комсомольська яхта» (пастель, 1961);
- «Корабельний кок» (1961);
- «Заповіт Ілліча» (1963);
- «На заводському подвір'ї» (1966);
- «Дівчина в червоному» (пастель, 1967);
- графічна серія «Херсон суднобудівельний» (1967)
- «Ранок на суднобудівному» (1969);
- «Дніпровські плавні» (пастель, 1969);
- «Каховка» (1970);
- «Письменник Іван Плахтін» (1970);
- «Перед дзеркалом» (1972);
- «У плавнях. Вітер» (1980);
- «Письменник І. Плахтін» (1980);
- «Сріблясті тополі» (1981);
- «Бригадир судноскладальників О. Ільченко» (1982);
- «Тала вода» (1982);
- «Над Інгульцем» (1982);
- «Сріблясті тополі» (1982);
- «Поетеса А. Тютюнник» (1987);
- «Поет А. Кичинський» (1987);
- «Над річкою Козак» (1987);
- «Дружина В. Такаєва» (1987);
- «Весна квітне» (1992);
- «Бузок» (1992);
- «Осіннє мереживо» (1992);
- «Перед дзеркалом» (1992);
- «Натюрморт із конваліями» (1993);
- «Дівчина спортивна» (1993);
- «Оголена» (1993);
- «Білі троянди» (1996; 2000);
- «Молодий художник» (1999);
- «Дикий виноград» (1999);
- «У саду» (2000);
- «Білі лілії» (2001);
- «Тренер із художньої гімнастики» (2002);
- «Нарциси» (2002);
- «Троянди на вікні» (2003);
- «Перший сніг» (2003);
- «Т. Шевченко» (2003).

Полотна художника знаходяться в музеях Франції, Німеччини, США, Канади, Польщі, Італії, Угорщини, Болгарії та інших країн світу. Багато картин придбано Міністерством культури і Спілкою художників України. Значна частина з них передана в музеї України. 

## Відзнаки
Нагороджений:
- пам'ятною медаллю за участь у виставці «Меморіал Іллі Рєпіна» (1972);
- медаллю «Ветеран праці» (1979);

Подяка Президента України за сумлінну працю, значний особистий внесок у духовний розвиток Української держави (2001).

## Фільми
Про художника знято телевізійні фільми:
- «Осінній портрет» (1987, режисер Л. Кравченко, Херсонське обласне телебачення);
- «Художник К. Московченко» (1997, режисер Ф. Щербина, «Ітел»);
- «Зустрічі з художником» (1997, режисер Ю. Цепелєв, «Юніон»).